# 雷约·罗察莱宁
雷约·罗察莱宁（芬蘭語：Reijo Ruotsalainen，1960年4月1日—），芬兰男子冰球运动员，1975年开始职业生涯。他曾代表芬兰参加1988年冬季奥林匹克运动会冰球比赛，获得一枚银牌。